# St. Bonifatius (Mannheim-Neckarstadt)

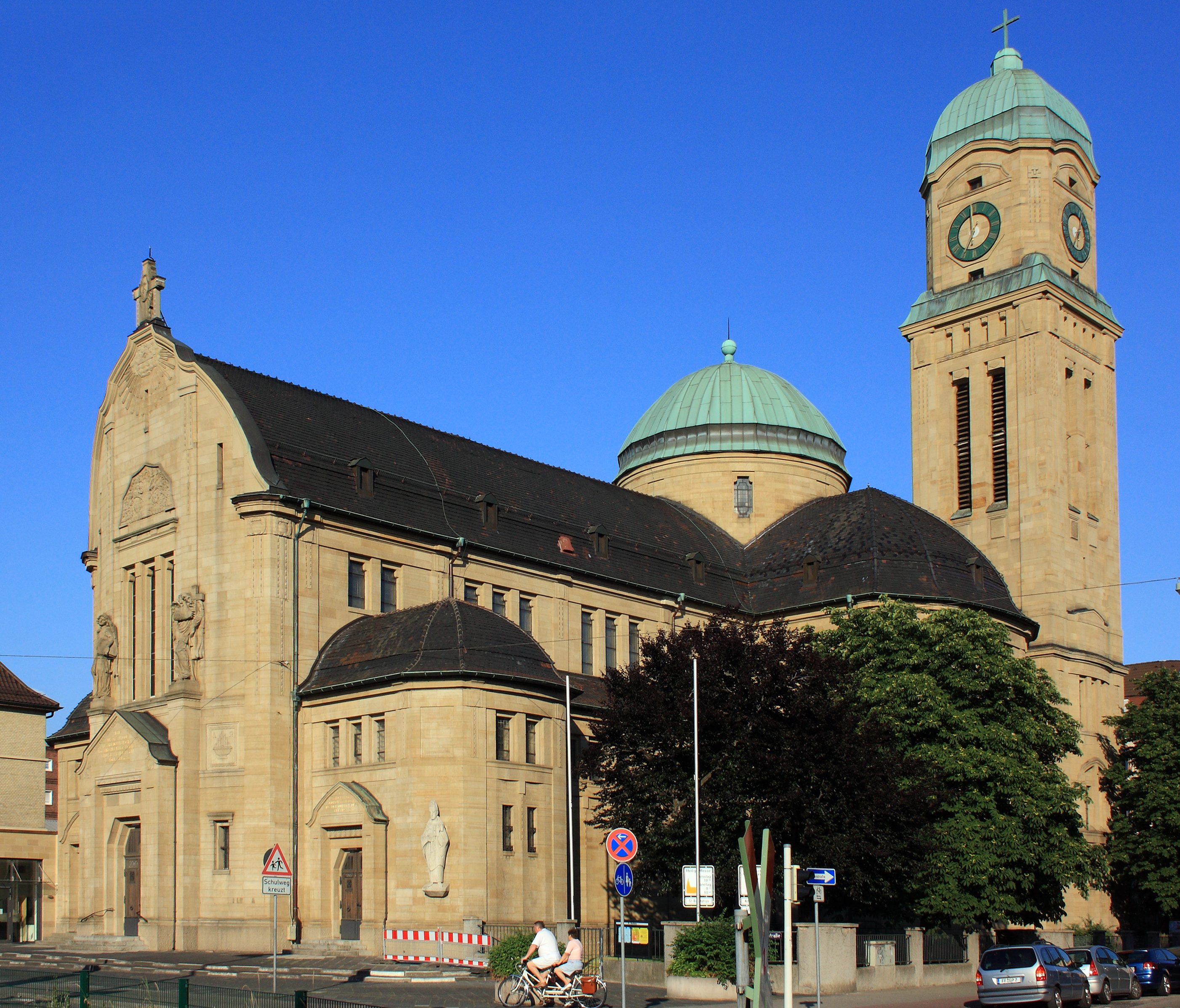
St. Bonifatius

St. Bonifatius ist eine römisch-katholische Kirche im Mannheimer Stadtbezirk Neckarstadt-Ost/Wohlgelegen. Sie wurde zwischen 1912 und 1914 nach den Plänen von Ludwig Maier erbaut. Seit 1925 wird die Pfarrgemeinde seelsorglich von den Franziskanern betreut, die an der Kirche in Kloster errichteten. Die Pfarrei St. Bonifatius bildet mit den Pfarreien St. Bernhard, St. Nikolaus und Herz-Jesu die Katholische Kirchengemeinde Mannheim-Neckarstadt im Erzbistum Freiburg.

## Geschichte
Gegen Mitte des 19. Jahrhunderts wurde durch die wachsende Bevölkerung das alte Stadtgebiet Mannheims zu klein, so dass die Wohnbebauung allmählich auf die rechte Neckarseite, die heutige Neckarstadt, übergriff, wo sich die Neckargärten befanden. 1872 genehmigte der Bezirksrat die Stadterweiterung auch offiziell und 1878 wurde eine Notkirche erbaut, die dreischiffige St.-Laurentius-Kirche, und 1889 eine Kuratie eingerichtet. Aufgrund der Industrialisierung Mannheims zogen zahlreiche Arbeiter in die Neckarstadt und im Jahr 1900 wohnten hier bereits 9.402 Katholiken. Zwischen 1901 und 1904 wurde daher im Westen die Herz-Jesu-Kirche gebaut. Auch danach stieg die Einwohnerzahl rasant, 1906 wurden bereits 14.000 Katholiken gezählt, und die Wohnbebauung entwickelte sich ostwärts weiter. An Weihnachten 1906 hielt der Pfarrer von Herz-Jesu erstmals für die hier lebenden Menschen einen Gottesdienst in einer Wartehalle des Weinheimer Bahnhofs.

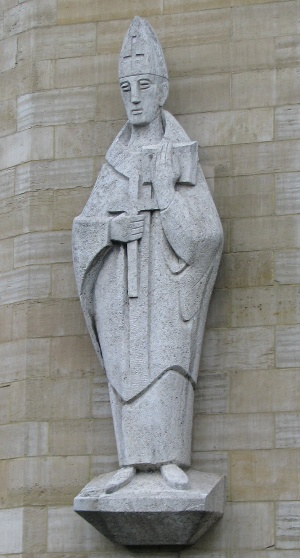
Bonifatiusstatue von Gisela Bär

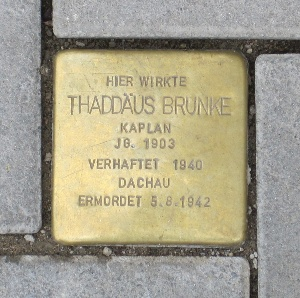
Ein 2010 verlegter Stolperstein erinnert an Pater Thaddäus

1909 wurde eine Pfarrkuratie eingerichtet und mit den Planungen für den Bau einer Kirche unter dem Patrozinium des Heiligen Bonifatius begonnen. Hierzu wurde das Grundstück der alten St.-Laurentius-Kirche gegen einen Bauplatz an der Kronprinzenstraße, der heutigen Friedrich-Ebert-Straße, getauscht. Für die Planung verantwortlich war der Leiter des erzbischöflichen Bauamts Heidelberg Ludwig Maier, der zuvor bereits an acht Kirchenbauten in Mannheim beteiligt gewesen war. Er hatte die Aufgabe erhalten, einen Bau zu entwerfen, der in „Schönheit und Würde“ nicht zurückstehen sollte hinter der 1911 vollendeten, prachtvollen Christuskirche der Protestanten. Als Baustil wählte Maier den damals sogenannten „modernen Stil“, das heißt den Jugendstil, weil er bei Kirchenprojekten in Mannheim zuvor bereits „alle historistischen Baustile angewandt“ hatte. Außen sollte St. Bonifatius verputzt werden. Dagegen legte der Stiftungsrat aber Einspruch ein, weil aufgrund der starken Rußentwicklung der Mannheimer Industrie ein zu schnelles Verschmutzen der Kirche befürchtet wurde. Deshalb erhielt eine Sandsteinverkleidung den Vorzug. 1912 erfolgte der erste Spatenstich und zwei Jahre später konnte der Kirchenbau trotz des zwischenzeitlichen Beginns des Ersten Weltkriegs ohne nennenswerte Verzögerungen vollendet werden. Am 6. Dezember 1914 wurde St. Bonifatius von Stadtdekan Joseph Bauer benediziert und am 20. Juni 1915 von Erzbischof Thomas Nörber konsekriert.
Die künstlerische Ausgestaltung des Innenraums unterblieb in der Kriegszeit, als Hochaltar diente der kleine Altar der Laurentiuskirche. Auch ein Pfarrhaus wurde nicht gebaut, so dass 1921 der Antrag zur Einrichtung einer Pfarrei abgelehnt wurde.
1925 übernahmen die Franziskaner der Thüringischen Ordensprovinz Thuringia die Seelsorge der Kuratie. Von 1929 bis 1930 erbauten sie ein Pfarrkloster neben der Kirche. Anschließend wurde in den Jahren 1931 bis 1934 die Innenausstattung der Kirche vervollständigt. Ein Hoch- und zwei Seitenaltäre wurden beschafft und eine neue Orgel aufgestellt.
Einschneidend war die Zeit des Nationalsozialismus. 1940 wurde Pater Thaddäus (Wilhelm) Brunke, der von 1930 bis 1939 Kaplan an St. Bonifatius gewesen war, in das Konzentrationslager Breitenau und im Jahr darauf nach Dachau verschleppt, wo er 1942 starb. 1940 wurde das Kloster Frauenberg beschlagnahmt, weswegen das Provinzialat der Thüringischen Provinz nach Mannheim verlegt wurde, wo es bis zum Ende des Zweiten Weltkriegs blieb. Im Frühling 1943 erlitt die St.-Bonifatius-Kirche einen Bombentreffer, worauf die Kuppel einstürzte. Im Herbst desselben Jahres gingen durch in der Nähe abgeworfene Brandminen fast alle Scheiben zu Bruch. Kurz vor Kriegsende schließlich im Dezember 1944 wurde St. Bonifatius zur Pfarrei erhoben.
Nach dem Krieg wurde bis 1954 die Kuppel wiederaufgebaut und die Kirche renoviert. Die Zahl der Gemeindemitglieder stieg bis 1958 auf 11.000 an, so dass im Jahr darauf die St.-Bernhard-Kuratie eingerichtet wurde, die 1970 zur eigenständigen Pfarrei erhoben wurde. 1974/75 wurde das Innere der Kirche renoviert und der Chorraum neu gestaltet, 1985 folgte die Außenfassade, die vom Schmutz gesäubert wurde. 2006/07 war erneut eine Sanierung notwendig. 2002 schlossen sich die Gemeinden St. Bonifatius und St. Bernhard zur Seelsorgeeinheit Neckarstadt-Ost zusammen.
Seit der Fusion der vier deutschen Franziskanerprovinzen 2010 gehört Mannheim zur Deutschen Franziskanerprovinz Germania. Im Kloster leben heute vier Franziskaner. Beim Provinzkapitel der Deutschen Franziskanerprovinz vom 18. bis 21. März 2019 wurde beschlossen, dass Mannheim zu den Standorten des Ordens in Deutschland gehören soll, die trotz Personalmangels längerfristig erhalten werden sollen.

## Das Bauwerk

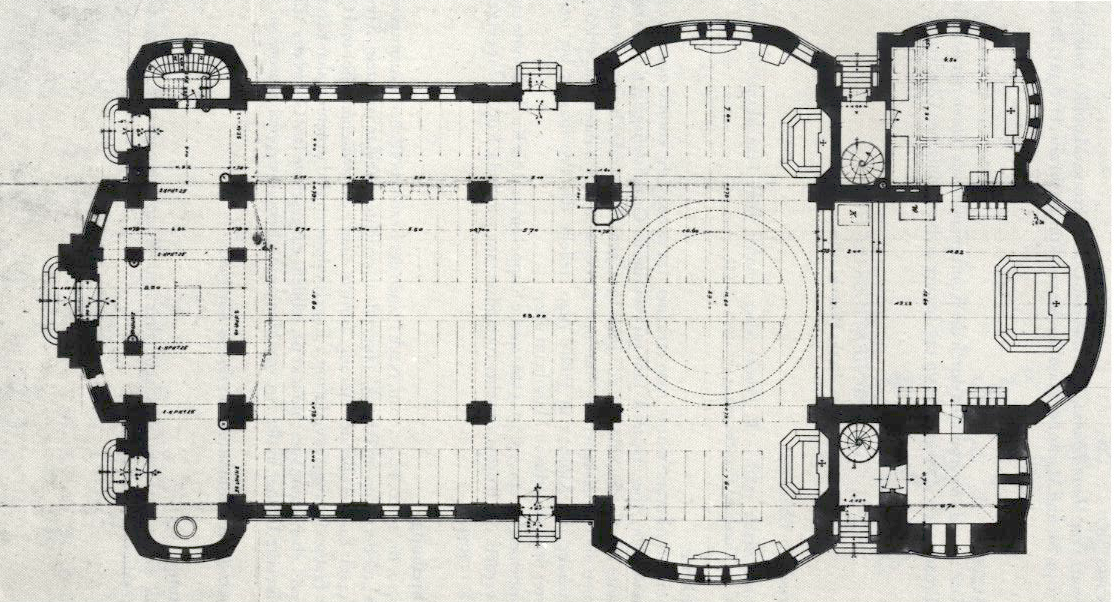
Grundriss

St. Bonifatius steht in exponierter Lage an der Bundesstraße 38, die die Mannheimer Innenstadt mit den Autobahnen 6 und 659 verbindet. Der geostete Bau ist vom Typus eine dreischiffige Basilika mit Querhaus, Kuppel über der Vierung, gestrecktem Chor und Chorflankenturm. Die Kirche ist 54 Meter lang, im Querhaus 31,50 Meter breit und an der Kuppel 23 Meter hoch. Mit einer überbauten Fläche von 1.282 Quadratmetern ist St. Bonifatius eine der größten Kirchen im Stadtdekanat. Der Turm ist 52 Meter hoch.
Das äußere Erscheinungsbild der mit gelbem Sandstein verkleideten Kirche ist geprägt von konkav vorstoßenden Mauern und den geschwungenen Dächern. Die Fassade ist nur spärlich geschmückt. An der Hauptschauseite im Westen befinden sich drei hervortretende Eingangsportale mit an den Enden geschweiften Dreiecksgiebeln und – von links nach rechts – den goldgeletterten Inschriften:
- „An allen Orten wird meinem Namen geopfert und ein reines Speiseopfer dargebracht werden.“ (Mal 1,11 EU)
- „Sehe das Gezelt Gottes bei den Menschen er wird bei ihnen wohnen und sie werden sein Volk sein.“ (Offb 21,3 EU)
- „Ihr werdet Wasser schöpfen mit Freuden aus den Quellen des Heilandes“ (Jes 12,3 EU)

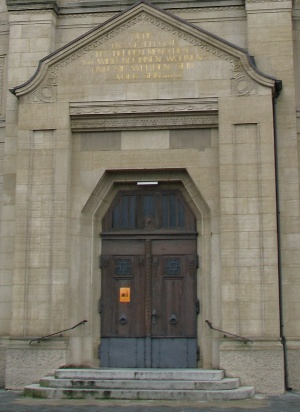
Hauptportal
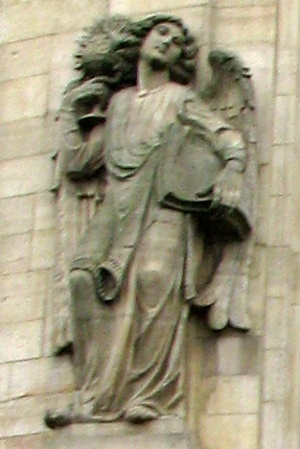
Engel darüber
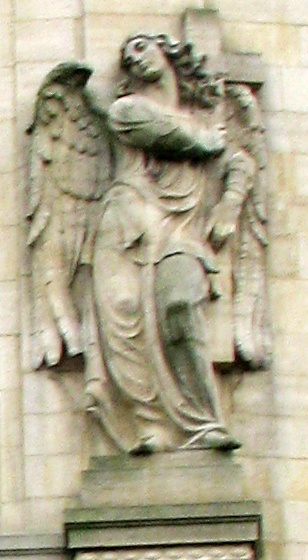
Sein rechtes Gegenstück

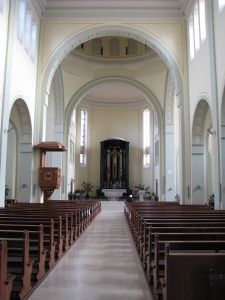
Innenraum

An der rechten Ecke wurde 1960 eine Bonifatiusstatue von Gisela Bär angebracht. Über dem Hauptportal befindet sich ein großes Drillingsfenster, flankiert von zwei Engeln und bekrönt vom Lebensbaum. Darüber endet die Fassade mit einer Darstellung des Auge Gottes und einem steinernen Kreuz.

### Innenraum
Der Innenraum ist mit kassettierten Arkaden in drei Schiffe unterteilt. Den Hochaltar aus schwarzem Kunstmarmor mit der Kreuzigungsgruppe, der umstellt ist von einem Baldachin mit sechs Säulen, schuf 1931 der Bildhauer Emil Sutor. Von ihm stammen auch die Figuren der Maria und des Franziskus an den Seitenaltären, der Kreuzweg und die Antoniusgruppe aus dem Jahr 1932. Den Zelebrationsaltar aus Granit, den Ambo und die Apostelkreuze schuf 1975 Gisela Bär. Bei der Sanierung der Kirche 2006/07 wurden die Bänke in den Seitenschiffen entfernt und die im Mittelschiff aufgearbeitet. Die Kanzel wurde von ihrem weißen Anstrich befreit.

### Orgel

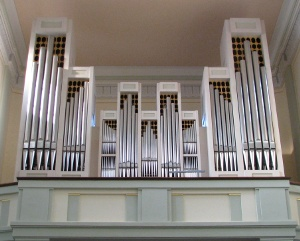
Orgelprospekt

Nachdem die Firma Mönch (Überlingen) 1914 eine Interimsorgel erstellt hatte, baute Carl Hess aus Karlsruhe-Durlach 1934 ein neues Instrument mit 51 Registern auf drei Manualen. 1936 und 1962 wurde es erweitert auf dann 60 Register, womit in St. Bonifatius die größte Orgel aller katholischen Kirchen in Mannheim stand. Aufgrund der Entstehungszeit während der Orgelbewegung war sie besonders für moderne Kirchenmusik geeignet. Im Laufe der Zeit wurde sie aber immer störungsanfälliger, so dass 1993 von Orgelbau Link eine neue Orgel gebaut wurde. Sie hat 51 Register und 3.650 Pfeifen.

### Glocken
Das erste Geläut aus dem Jahr 1914 bestand aus fünf Glocken. Nur drei Jahre später mussten im Ersten Weltkrieg vier davon abgeliefert werden. 1928 wurden bei der Gießerei Edelbrock fünf neue Glocken bestellt. Sie hatten die Namen Bonifatius, Franziskus, Antonius, Mutter Gottes und Schutzengel. Im Zweiten Weltkrieg wurden 1941 erneut alle bis auf eine abgeholt. Das heutige Geläut goss 1958 die Gießerei Schilling. Die as0-Glocke wiegt 5.037 Kilogramm und ist die drittgrößte Glocke in Mannheim. Hier ist eine genaue Darstellung der Daten zu sehen:
| Name           | Ton    | Gewicht | Größe   | Gussjahr | Gießer                                   | Innenschrift                                                  |
| -------------- | ------ | ------- | ------- | -------- | ---------------------------------------- | ------------------------------------------------------------- |
| St. Bonifatius | AS°+0  | 5037 kg | 1958 mm | 1958     | Friedrich Wilhelm Schilling (Heidelberg) | Heiliger Bonifatius, gib Glaubenskraft!                       |
| St. Franziskus | B°-2   | 3390 kg | 1725 mm | 1958     | Friedrich Wilhelm Schilling (Heidelberg) | Heiliger Franziskus, erfülle uns mit seraphischer Liebe!      |
| St. Antonius   | des'+0 | 1856 kg | 1414 mm | 1958     | Friedrich Wilhelm Schilling (Heidelberg) | Heiliger Antonius von Padua, hilf uns in jeder Not!           |
| Sta. Maria     | f'-2   | 1077 kg | 1167 mm | 1958     | Friedrich Wilhelm Schilling (Heidelberg) | Heilige Maria, liebe Schutzfrau, stehe uns bei im Todeskampf! |
| Sel. Bernhard  | as'+0  | 750 kg  | 1031 mm | 1958     | Friedrich Wilhelm Schilling (Heidelberg) | Seliger Bernhard von Baden, schütze unsere Heimat!            |
| Heilige Engel  | b'-2   | 507 kg  | 918 mm  | 1958     | Friedrich Wilhelm Schilling (Heidelberg) | Engel Gottes, bittet für uns!                                 |